# Wig Wam
Wig Wam és un grup de rock noruec, de l'estil Glam Metal, englobant Glam Rock i Hard Rock, que imita el típic estil de les bandes estatunidenques dels anys 80.

## Eurovisió
Al Festival de la Cançó d'Eurovisió 2005, Wig Wam va representar Noruega després d'haver guanyat la preselecció noruega Melodi Grand Prix.
Amb la cançó "In my dreams" ("En els meus somnis"), escrita pel guitarrista "Teeny", el grup va aconseguir la novena plaça de la classificació a Kíev. Aviat la cançó va assolir un gran èxit a Noruega, arribant a situar-se durant més de 10 setmanes entre els singles més venuts i arribant a la 4a posició a les llistes. L'èxit comercial també va ser moderat a Islàndia i Suècia. L'eslògan de la banda diu: "El rock és el nou èxit".
Wig Wam van intentar participar en l'Eurovisió de 2004, però finalment van acabar tercers a la final nacional noruega. La cançó "Crazy things" ("Coses boges") no va ser suficient per vèncer el cantant Knut Anders Sørum i la cançó "High" ("Amunt"), que finalment va acabar a l'última posició a la final de l'eurofestival.
El 1998, el líder de la banda, "Glam", també va prendre part en solitari a la preselecció noruega on va aconseguir la tercera posició.
Després de l'Eurovisió de 2005, Glam va causar controvèrsia amb algunes de les entrevistes que va atendre després del concurs, sobretot per la que va concedir a la britànica BBC, on va haver de ser separat de la representant del Regne Unit, Javine. La banda també va confirmar la seva intenció de fer una gira per tot Europa a finals del mateix any.
D'altra banda, el duet representant de Letònia va acusar els Wig Wam d'imitar una estructura musical d'una altra cançó, que no van concretar.
El 28 de maig, els Wig Wam van ser un dels convidats especials a la preselecció per a l'Eurovisió Júnior, així com a la preselecció per a l'Eurovisió de 2006, el 4 de maig de 2006, on van presentar una versió de la cançó que l'any anterior havien interpretat a l'Eurovisió, a més del seu nou single, "Gonna Get You Someday" ("T'aconseguiré algun dia").

## Història de la Banda
Wig Wam ve de Noruega, concretament del comtat d'Østfold, on es va fundar el 2001. Abans de constituir-se com a banda, els seus membres ja eren actius al món de la música, i havien tocat a grups com Dream Police, Artch, Sha-Boom, Ole Evenrud i Alien, o bé com a artistes individuals. Wig Wam va treballar fort fins a arribar al capdamunt de les llistes nacionals, tot començant la carrera amb nombroses actuacions en directe arreu del país. D'aquesta manera aviat van esdevenir un dels grups de directe més populars del país. Els seus fans són coneguts amb el nom de "Wig Wamaniacs".
El 2004 el grup va publicar el seu àlbum debut titulat 667... The Neighbour Of The Beast (667... el Veí de la Bèstia), que també va arribar al mercat suec. Entre altres coses, el disc contenia una versió del primer èxit de Mel C "I Turn to You" ("Em giro a tu"). Després de qualificar-se per Eurovisió 2005 a Ucraïna, Wig Wam van publicar el seu disc a nivell europeu, amb una nova versió sota el títol "Hard To Be A Rock'n'Roller…In Kiev" ("És dur ser un roquer... a Kíev"), que incloïa l'èxit "In My Dreams". Entre els seus ídols musicals, Wig Wam cita grups com Kiss i Sweet.
El novembre de 2005, el grup va publicar el seu primer DVD, titulat Rock 'N' Roll Revolution 2005, on mostraven el que van considerar el seu millor any. El DVD incloïa "Wig Wam Symphonic".
El març de 2006, Wig Wam va publicar el seu segon àlbum, Wig Wamania, que va obtenir una millor distribució a Europa. El juliol de 2006, Wig Wamania va ser rellançat fins i tot al Japó a través de King Records, amb tres cançons extres.
A finals d'agost, l'anterior disc de la banda també va resultar reeixit al mercat japonès. La versió japonesa amb 3 cançons extres es va adaptar al mercat amb el títol "Hard To Be A Rock'n Roller… In Tokyo!".

## Membres
- Glam (Åge Sten Nilsen) — veu
- Teeny (Trond Holter) — guitarra
- Flash (Bernt Jansen) — baix
- Sporty (Øystein Andersen) — bateria

## Discografia

### Àlbums[2][1]
- 667.. The Neighbour of the Beast (2004)
- Hard to Be a Rock 'n' Roller (2005) Número 10 a Noruega
- Hard to Be a Rock 'n' Roller.. in Kiev! (2005)
- Wig Wamania (2006), Número 10 a Noruega
- Non Stop Rock'n Roll (2010)
- Wall Street (2012)
- Never Say Die (2021)[5]
- Out of the Dark (2023)

### Senzills[2]
- Crazy Things* (SmashMusic/Global Music, març 2004)
- I Turn To You/Crazy Things (Global Music, juny 2004)
- Hard to Be a Rock'n'Roller/The Drop (Voices of Wonder/VME, octubre 2004)
- In My Dreams/Out of Time (Voices of Wonder/VME, març 2005) Número 1 a Noruega i Islàndia, i número 26 a Suècia
- Bless the Night/Dschengis Khan (live)/Bless the Night video (Voices of Wonder/VME, agost 2005) Número 11 a Noruega
- Gonna Get You Someday/Ballrom Blitz (Voices of Wonder/VME, març 2006) Número 5 a Noruega
- Daredevil Heat (Voices of Wonder/VME, 15 de maig, 2006) Features music video of Gonna Get You Someday.
- Bygone Zone (Voices of Wonder/VME, 16 d'octubre, 2006) Número 16 a Noruega.

Promocionat només com a single.

### Videos[2]
- "Hard to be a Rock'n'Roller" (2004)
- "Bless the Night" (2004)
- "In My Dreams" (2005)
- "Gonna Get You Someday" (2007)
- "Do Ya Wanna Taste It" (2010)